# Lawog
Die LAWOG – Gemeinnützige Landeswohnungsgenossenschaft für Oberösterreich eingetragene Genossenschaft mit beschränkter Haftung (kurz: Lawog) ist ein im Jahr 1953 gegründetes Wohnungsunternehmen mit Sitz in Linz. Die Lawog verwaltete im Jahr 2023 23.000 Wohnungseinheiten.
Immobilienverwaltung, Bautechnik und Baumanagement in Oberösterreich sind die Hauptgeschäftsfelder des Unternehmens. Eigentümer des Unternehmens sind u. a. die Oö. Landesholding GmbH, der OÖ Gemeindebund sowie 215 oberösterreichische Städte und Gemeinden.
Das Unternehmen ist Mitglied des österreichischen Verbands gemeinnütziger Bauvereinigungen.